# Bourquinia deaurata
Bourquinia deaurata là một loài ruồi trong họ Tachinidae.